# یانوش یانکوفسکی
یانوس یانکوفسکی یک پزشک، مربی و دانشمند اهل اسکاتلندی است او متخصص در سیاست‌های مراقبت‌های اجتماعی و بهداشتی، مدیریت دانشگاهی و شبکه‌های تحقیقاتی و آموزشی است.
یانکوفسکی در دبیرستان هیل هد، گلاسکو تحصیل کرد. او از دانشگاه گلاسکو با مدرک لیسانس پزشکی و جراحی (۱۹۸۳)، دانشگاه داندی برای دکترای پزشکی در پزشکی مولکولی (۱۹۹۶)، دکترای فلسفه در ژنتیک مولکولی در امپریال کالج در دانشگاه لندن (۱۹۹۶) و در دانشگاه آکسفورد با اخذ مدرک کارشناسی ارشد در اپیدمیولوژی و آزمایشهای بالینی (۲۰۰۹) فارغ‌التحصیل شد.
یانکوفسکی ویراستار کتابهای درسی گوارش و سرطان دستگاه گوارش بود.
یانکوفسکی با استفاده از پلتفرم دلفی، دستورالعمل‌های مستقلی را برای خدمات بهداشت ملی (NHS) و سایر سازمان‌های بین‌المللی منتشر کرده‌است.